# Bonnuskirche (Bersenbrück)
Die evangelisch-lutherische Bonnuskirche beziehungsweise Bonnus-Kirche in Bersenbrück ist ein zwischen 1906 und Anfang 1907 errichtetes Sakralgebäude, das sich derzeit in Benutzung der Kirchengemeinde Bersenbrück, einer Mitgliedsgemeinde des Kirchenkreises Bramsche, befindet. Die Kirche wurde benannt nach dem Lübecker Superintendenten Hermann Bonnus (1504–1548).

## Geschichte
Dem Bau der Kirche ging ein Erlass des Königlichen Konsistoriums in Hannover voraus, das zum 1. März 1905 wie folgt festlegte:

„Die evangelisch-lutherischen Bewohner der Ortschaften Bersenbrück, Hertmann-Lohbeck, Bokel, Priggenhagen und Woltrup-Wehbergen in der Parochie Gehrde, Kreis Bersenbrück, werden zum Zwecke der Erbauung und Erhaltung einer Kapelle in Bersenbrück und Einrichtung regelmäßiger Gottesdienste in derselben zu einer Kapellengemeinde Bersenbrück vereinigt.“

Der verpflichtende Zusammenschluss der o. g. Ortschaften zu einer „Kapellengemeinde“ war somit die Grundvoraussetzung zum Erhalt eines eigenen Gebetshauses. Nachdem dessen Bau im Frühjahr 1907 abgeschlossen war, folgte am 17. Februar die Einweihung. Nachdem die Gemeinde die in der Kirche verwendeten Glocken sowohl im Ersten als auch im Zweiten Weltkrieg in Zusammenhang mit der „Metallspende des deutschen Volkes“ hatte abgeben müssen, erhielt sie am 1. Mai 1955 die noch heute im Kirchturm verwendeten.

## Ausstattung
135 Sitzplätze, die bei Bedarf um zusätzliche 95 ergänzt werden können, bieten den Besuchern Platz.

## Gemeinde
Die Bonnuskirche befindet sich heute in Benutzung der Ev.-luth. Bonnus-Kirchengemeinde in Bersenbrück. 1933 zählte die Gemeinde etwa 300 Mitglieder, dessen Anzahl sich nach der Niederlassung vertriebener Deutscher aus den Ostgebieten zu Kriegsende stark erhöhte. Durch Verfügung des Landeskirchenamtes in Hannover wurde die bis dahin als Kapellengemeinde Bersenbrück auftretende Gemeinde zum 1. April 1958 in eine Pfarrgemeinde umgewandelt.